# Jean Gobron
Pour les articles homonymes, voir Gobron.
Jean Gobron, né le 30 mai 1885 à Paris et mort le 26 juillet 1945 à Buzancy, est un ingénieur français, un des pionniers de l'automobile et de l'aviation. 

## Biographie
Fils de Gustave Gobron, Jean Gobron est diplômé de Centrale. Il rejoint son père, associé de Eugène Brillié depuis 1885, dans leur entreprise de fabrication de moteurs à explosion. Gobron-Brillié se lance vers 1900 dans l'automobile. La marque gagne, le 17 juillet 1903 le record de vitesse avec 134,328 km/h et est la première à franchir le kilomètre lancé, le 21 juillet 1904, à 166 km/h. 
Jean Gobron participe alors à des courses automobiles sous sa marque Gobron. Le 7 octobre 1909, il passe aussi le septième brevet de pilote d'aéroplane, et parvient à faire voler, la même année, un moteur à cylindres en X, en achetant aux frères Voisin un biplan cellulaire du type classique sur lequel il a monté un moteur d'aviation Gobron. Il est ainsi le quatrième homme au monde à voler plus d'un quart d'heure. 
En 1914, il reconvertit l'entreprise en fabrique d'obus puis fait faillite. Il s'installe alors à la Villa Gobron (qui accueillit Bismarck lors de la Guerre de 1870) et est élu en 1921 maire de Buzancy, fonction qu'il occupera jusqu'à sa mort en juillet 1945 dans un accident automobile. Il est en outre à l'origine de l'installation de la distribution d'eau potable, du tout à l'égout et de l’électricité dans la commune. 
Sa tombe est au centre du cimetière de Buzancy.
Jules Verne le mentionne dans le chapitre IV de son roman Maître du Monde.